# Paul Kieschke

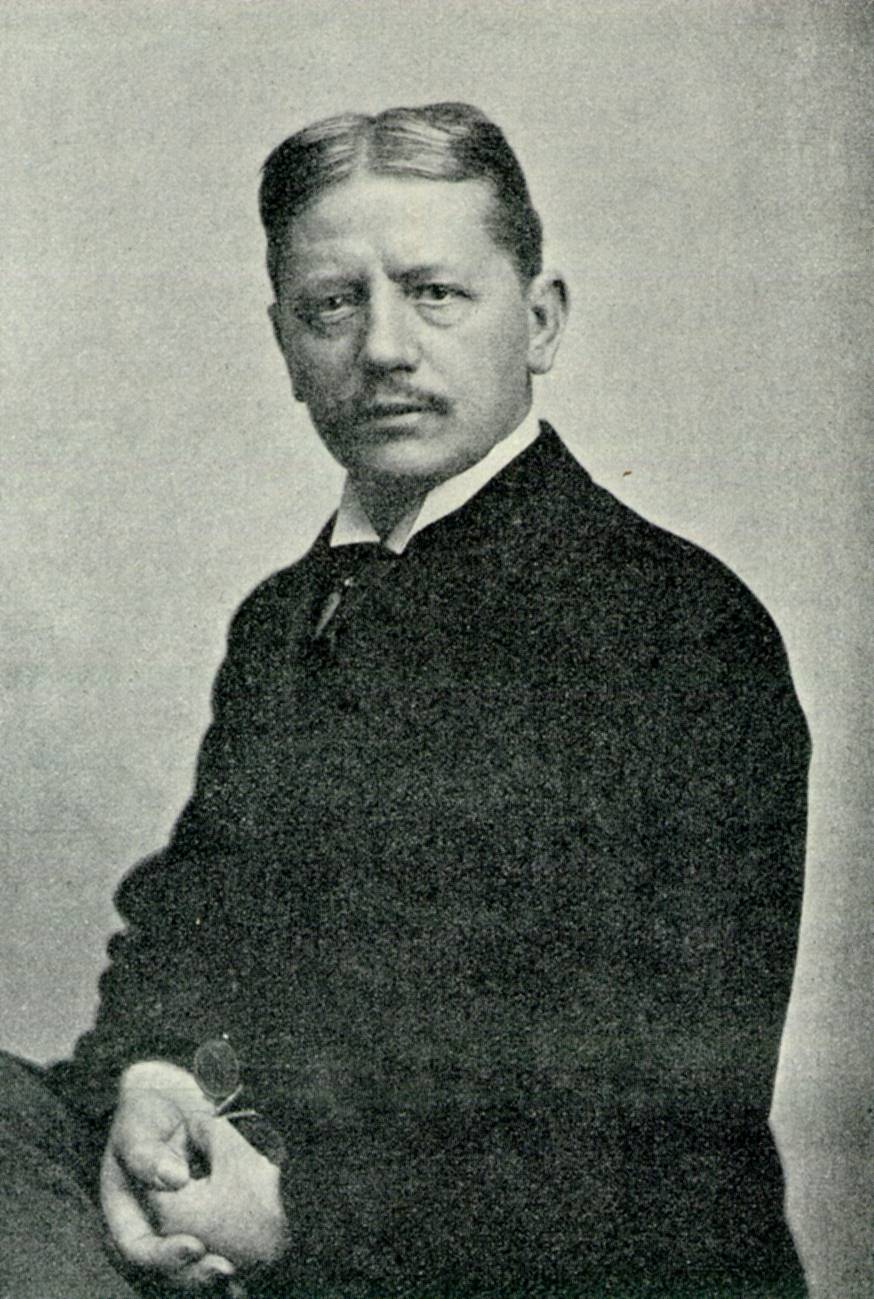
Paul Kieschke

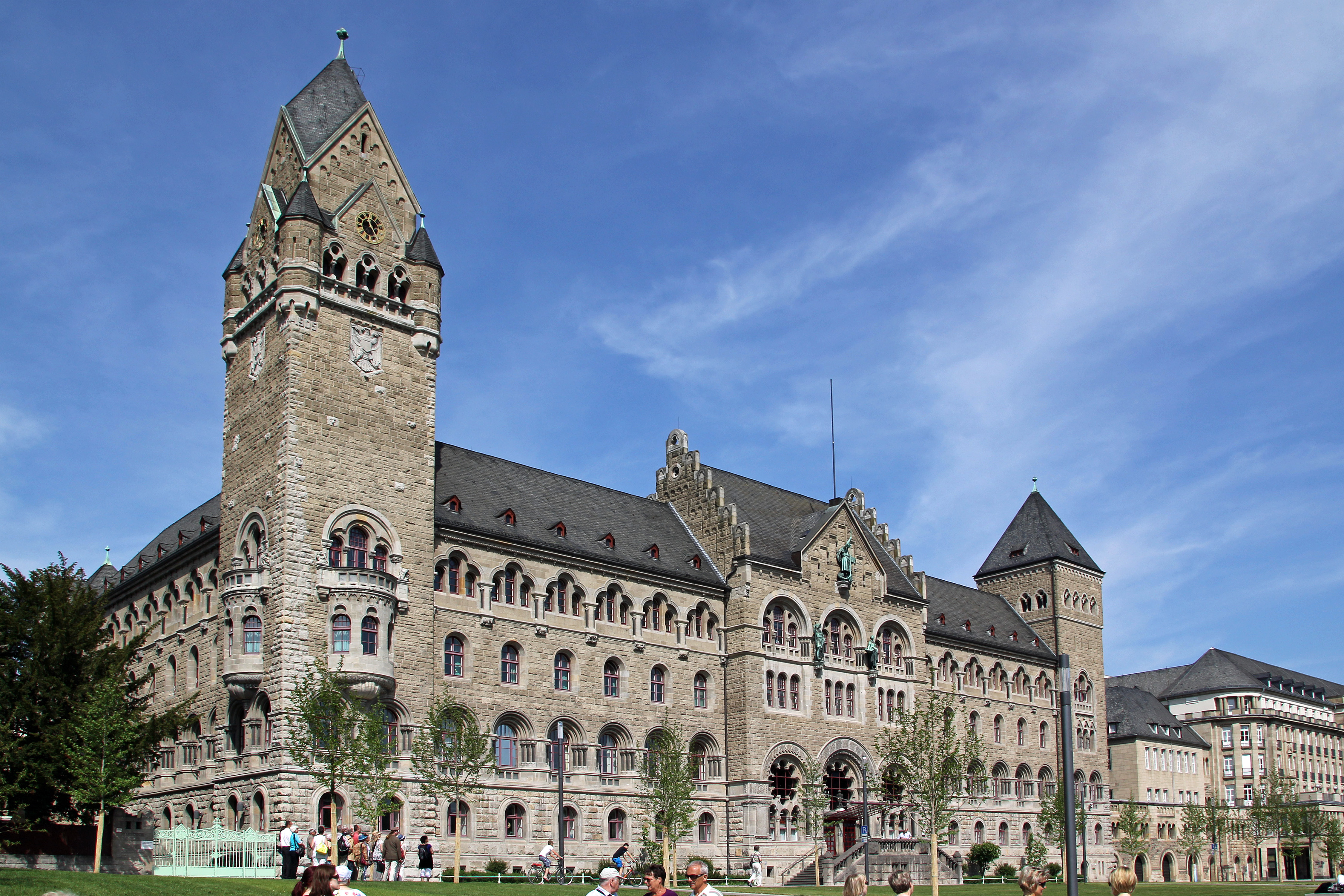
Gebäude der Bezirksregierung Koblenz

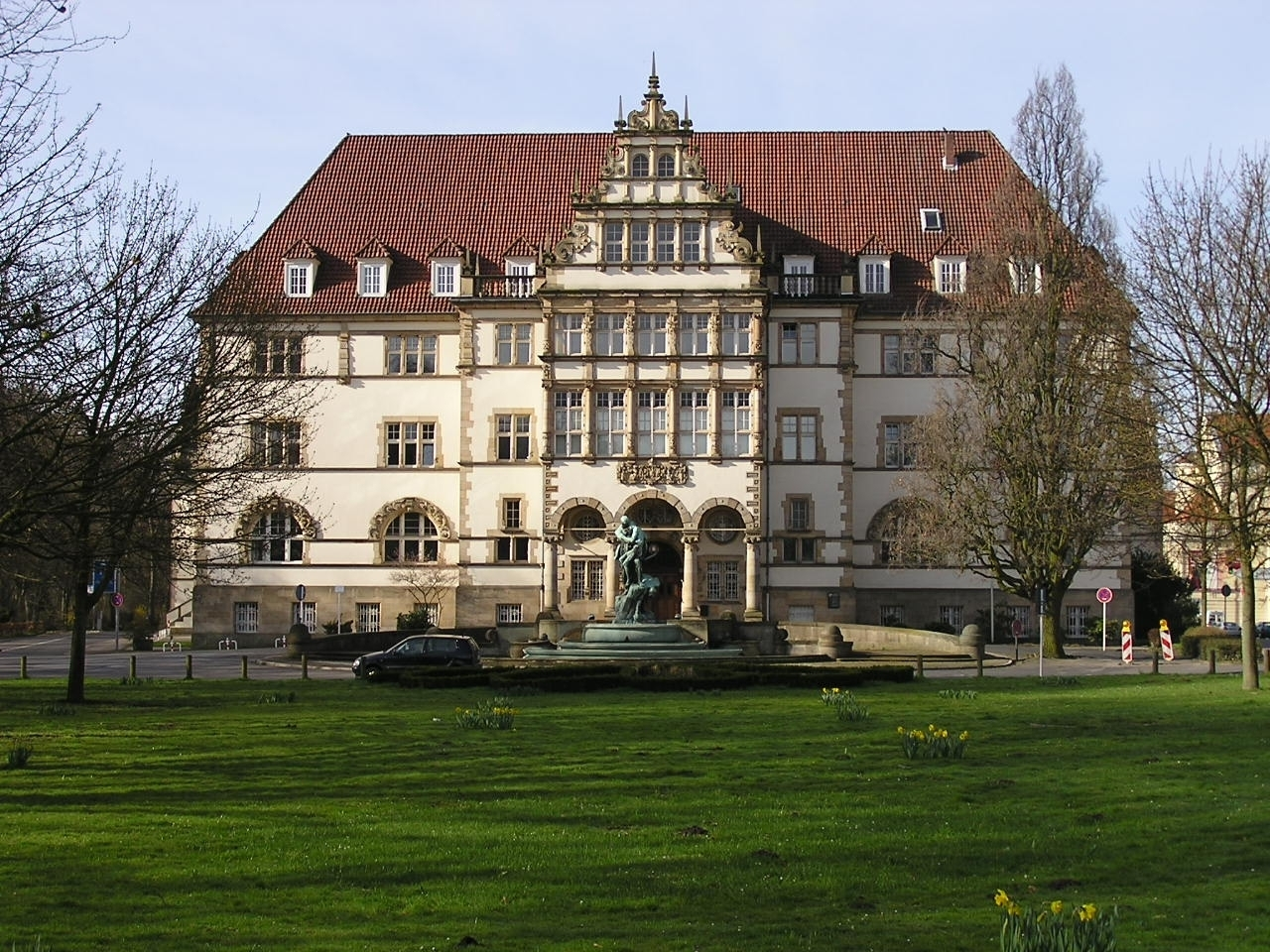
Gebäude der Bezirksregierung in Minden

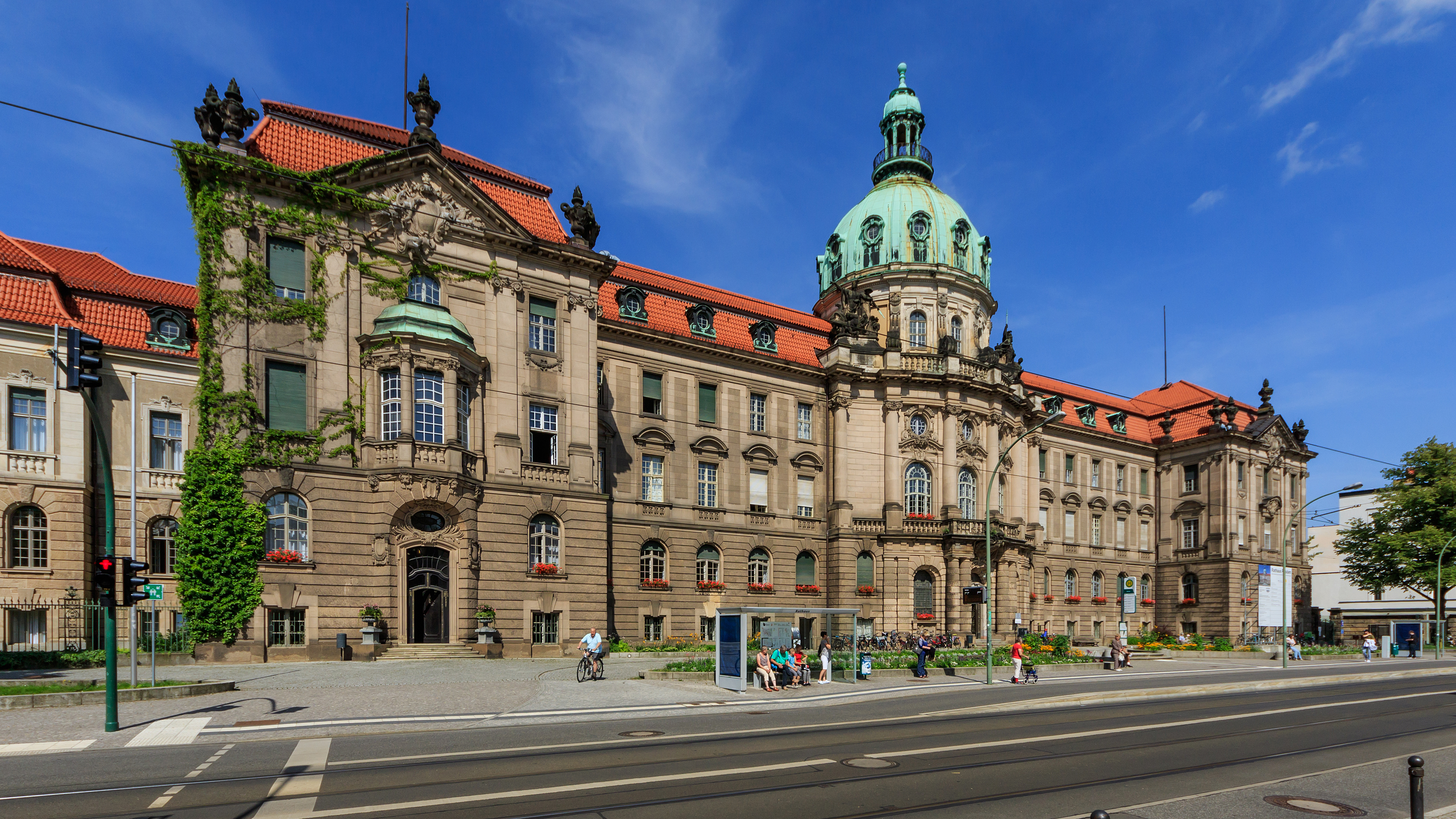
Gebäude der Bezirksregierung in Potsdam

Paul Kieschke (* 14. Dezember 1851 in Stettin; † 23. März 1905 in Baden-Baden) war ein deutscher Architekt und preußischer Baubeamter. Während seiner Tätigkeit im preußischen Ministerium der öffentlichen Arbeiten wurden zahlreiche Verwaltungsgebäude nach seinen Entwürfen errichtet.

## Leben
Seine Schulbildung erhielt Kieschke in Berlin und Königsberg. Das anschließende Studium an der Technischen Hochschule München und der Berliner Bauakademie schloss Kieschke mit der Regierungsbauführerprüfung (erstes Staatsexamen) ab. Im Rahmen seines Referendariats arbeitete er in Berlin unter Fritz Zastrau, Wilhelm Neumann, Martin Gropius und Heino Schmieden.
1878 gewann Kieschke den Schinkel-Wettbewerb des Architektenvereins zu Berlin. Dies ermöglichte ihm, nach bestandener Regierungsbaumeisterprüfung (zweites Staatsexamen) 1879/1880 für ein Jahr Italien zu bereisen. Seinen ersten Architekturwettbewerb gewann Kieschke im Jahr 1888. Es handelte sich um einen Entwurf für das Vereinshaus des Vereins christlicher Kaufleute in Breslau, mit dessen Ausführung er nachfolgend betraut wurde.
Zeitgleich begann er seine Tätigkeit im preußischen Ministerium der öffentlichen Arbeiten in Berlin. Zu Beginn war er dort im Technischen Büro der Hochbauabteilung beschäftigt. Nach einer zwischenzeitlichen Anstellung beim Polizeipräsidium als Regierungs- und Baurat ab 1894 kehrte er 1898 als Vorsteher des Technischen Büros der Hochbauabteilung in das Ministerium der öffentlichen Arbeiten zurück. 1902 wurde er dort zum Geheimen Oberbaurat befördert und übernahm die Leitung des Referats für Ministerial- und Verwaltungsgebäude.
Von einer 1904 zugezogenen Krankheit erholte sich Kieschke nicht mehr ganz, er verstarb 1905 während eines Erholungsaufenthaltes in Baden-Baden.

## Auszeichnungen
- Roter Adlerorden IV. Klasse für die Bearbeitung von Entwürfen für den Umbau des „Weißen Saals“ im Berliner Stadtschloss
- Kronen-Orden III. Klasse 1903
- Roter Adlerorden III. Klasse für den Bau des Wohngebäudes für den Handelsminister am Potsdamer Platz in Berlin

## Bauten
- vor 1893: Villa Herzfeld in Halensee[1]
- 1891–1893: Direktorenwohnhaus des (staatlichen) West-Gymnasiums in Schöneberg
- 1892: Erweiterungsbau des Ministeriums der öffentlichen Arbeiten in Berlin
- 1892–1894: Heilandskirche in Berlin
- 1900–1903,[2] gemeinsam mit Edwin Gilowy in Hannover:[3] Königliches Polizeipräsidium Hannover an der Hardenbergstraße[2]
- 1899–1900: Geschäftsgebäude für das Staatsministerium und die General-Lotterie-Direktion in Berlin
- 1901–1902: Geschäftsgebäude für die Preußische Staatsbank in Berlin
- 1901–1902: Dienstgebäude des Polizeipräsidiums in Rixdorf
- 1901–1903: Erweiterungsbau des Kultusministeriums
- 1903–1904: Dienstvilla für den Handelsminister in Berlin
- 1902–1908: Gebäude der Bezirksregierung in Potsdam (heute Sitz der Stadtverwaltung)
- 1902–1906: Gebäude der Bezirksregierung in Minden
- 1902–1906: Gebäude der Bezirksregierung in Koblenz (heute Sitz des Bundesamtes für Wehrtechnik und Beschaffung (BWB))
- 1903–1905: Gebäude des Oberpräsidiums der Provinz Westfalen in Münster
- 1905–1907: Dienstgebäude für das Preußische Oberverwaltungsgericht in (Berlin-)Charlottenburg